# RuhrWort
Das RuhrWort war die Kirchenzeitung des katholischen Bistums Essen. Es wurde 1959 gegründet und erschien wöchentlich im Rheinischen Format, zuletzt in einer Auflage von gut 14.000 Exemplaren.

## Geschichte
Gründungschefredakteur war der Wiener Journalist Otto Kaspar (1920–2010). Pater Johannes Leppich hatte ihn dem Essener Bischof Franz Hengsbach empfohlen. 1960 lag die Auflage im Jahresdurchschnitt bei rund 145.000 Exemplaren. Otto Kaspar leitete das RuhrWort bis 1987. Ihm folgten als Chefredakteure Udo Haltermann und 2005 Ulrich Engelberg.
Am 20. Dezember 2012 teilte Generalvikar Klaus Pfeffer mit, dass die Bistumszeitung zum Jahresende 2013 eingestellt werde. Die letzte Ausgabe (Jg. 55, Nr. 51/52) erschien am 19. Dezember 2013 mit Datum vom 21. Dezember 2013.

## Regionalausgaben
Das RuhrWort erschien im Bistum Essen mit den fünf zusätzlichen Regionalausgaben Duisburg, Oberhausen/Mülheim, Gelsenkirchen, Bochum/Ennepe-Ruhr-Kreis/Märkischer Kreis sowie Bottrop/Gladbeck in der Essener Kirchenzeitung Verlagsgesellschaft mbH, einem Mitgliedsverlag des Katholischen Medienverbandes. Der Anzeigenvertrieb erfolgte über die KONPRESS-Medien eG, einen Vermarktungsverbund von 37 katholischen und evangelischen Zeitungen.

## Inhalte
Das RuhrWort informierte aus christlich-katholischer Sicht über aktuelle Themen aus Kirche, Gesellschaft und Politik. Ein Schwerpunkt war die Berichterstattung über Leben und Geschehnisse in der Weltkirche wie in der Ortskirche, regional mit Nachrichten aus den Pfarreien des Bistums Essen. Die zeitungsüblichen Rubriken wie Hörfunk- und Fernsehtipps, Lebenshilfe und Feuilleton ergänzten den Inhalt.

## Vertrieb
Das RuhrWort wurde von Boten ausgetragen, die auch das Abonnementsentgelt kassierten. Auch die Zustellung durch die Post war möglich.

## Herausgeber und Redaktion
- Herausgeber: Der Bischof von Essen
- Geschäftsführung: Gertrud Stevens
- Verlagsleitung: Gertrud Stevens
- Chefredakteur: Ulrich Engelberg

## Nachfolgezeitschriften
Nach der Einstellung der wöchentlichen erscheinenden Kirchenzeitung versendet das Bistum Essen seit Anfang 2014 das kostenlose, anfangs sechsmal und mittlerweile viermal jährlich erscheinende Magazin BENE an sämtliche katholische Haushalte im Bistum. BENE ist ein Kunstwort aus den Anfangsbuchstaben BE für Bistum Essen und dem italienischen Adjektiv bene (=gut).
Vom Bistum Essen unabhängig gründeten mit der bisherigen Kirchenzeitung verbundene Personen, darunter Boris Spernol, die unabhängige katholische Wochenzeitung Neues Ruhrwort.